# Chester Alan Arthur
‎
Chester Alan Arthur, ameriški odvetnik, general in politik, * 5. oktober 1829, Fairfield, Vermont, Združene države Amerike, † 18. november 1886, New York.
Arthur je bil 20. podpredsednik Združenih držav Amerike (4. marec 1881–19. september 1881) in 21. predsednik Združenih držav Amerike (20. september 1881–3. marec 1885). Na tem položaju je nasledil Jamesa A. Garfielda, ko je bil ta ubit v atentatu. V začetku mandata je imel težave z nekolikanj slabim slovesom, saj ga je javnost poznala kot del republikanskega glasovalnega stroja v politiki zvezne države New York. Sloves si je popravil, ko je v nasprotju s pričakovanji močno podprl sprejetje in nato izvajanje zakona o reformi javne uprave iz leta 1883 (Pendleton Civil Service Reform Act). Ta je med drugim uvedel objektivne kriterije pri zaposlovanju vladnih uslužbencev, prepovedal njihovo odpuščanje ali degradacijo zgolj iz političnih razlogov ter prepovedal zbiranje strankarskih donacij na posestvih v zvezni lasti. Reforma je predstavljala osrednji poudarek njegove administracije, ki sicer ni izstopala po učinkovitosti.
Ob koncu mandata se je zaradi slabega zdravja upokojil in umrl naslednje leto.